# Misburger Wald

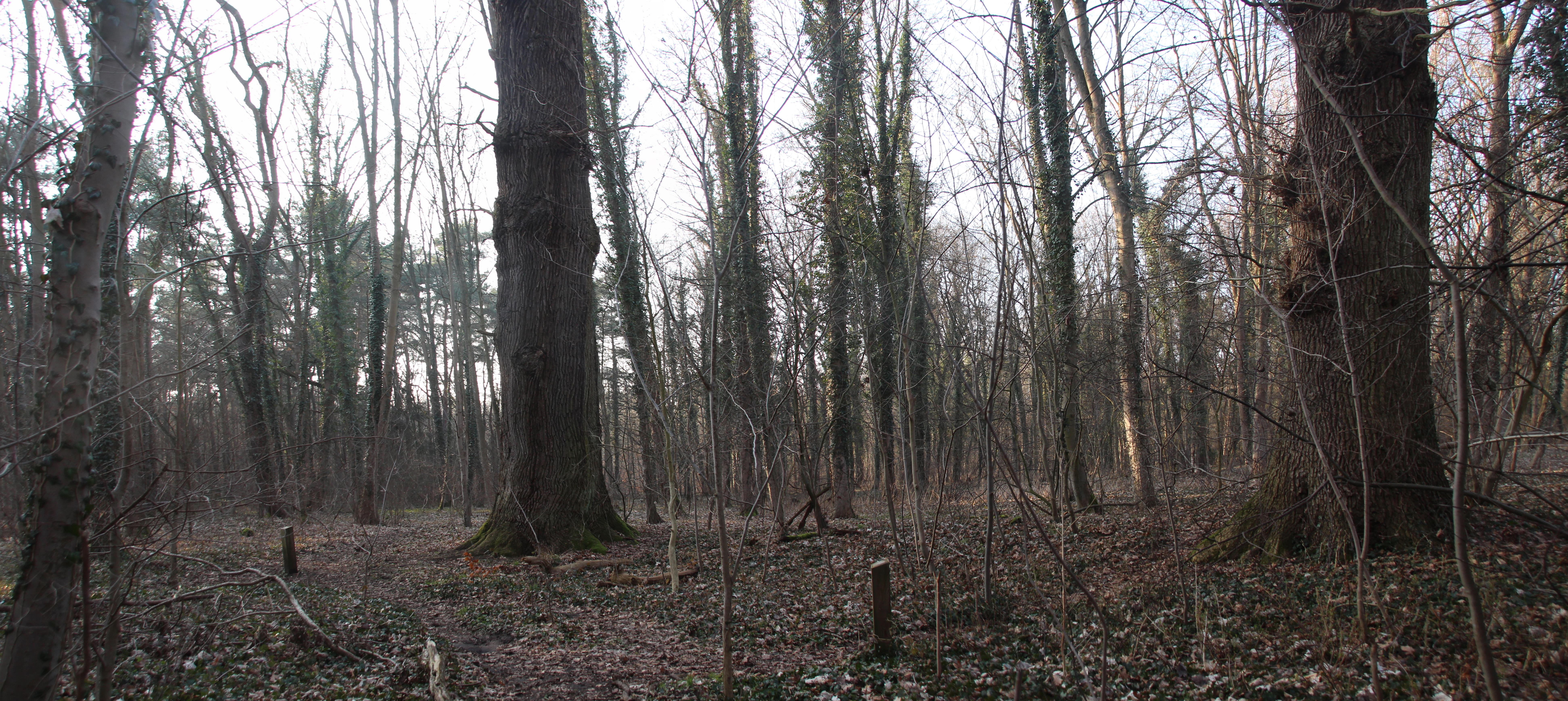
Im Nordwesten des Misburger Waldes

Der Misburger Wald ist ein etwa 520 Hektar großer forstwirtschaftlich gestalteter Wald, der durch seine Lage am Stadtrand von Hannover im Stadtteil Misburg zugleich der Naherholung dient. Der Wald steht weitgehend im Eigentum des Landes Niedersachsen.

## Geschichte

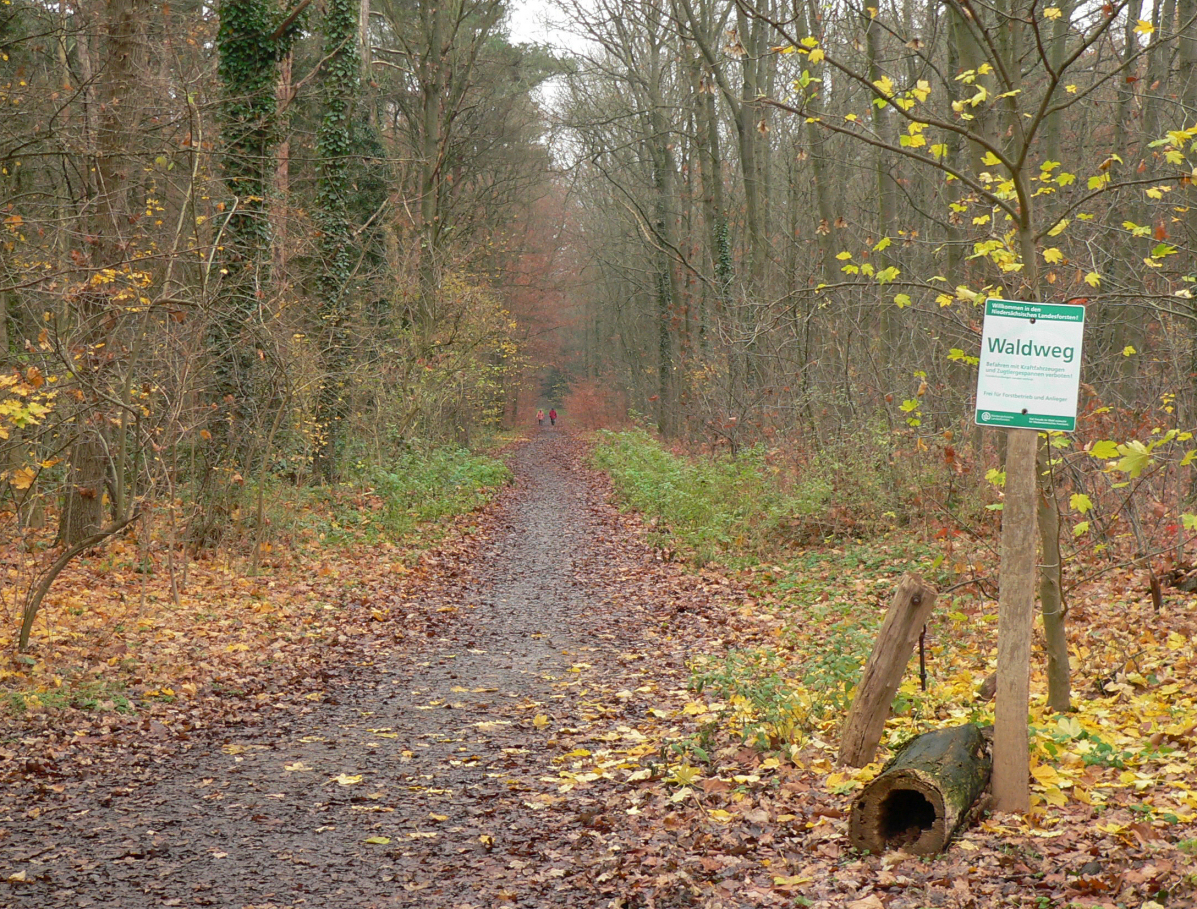
Waldweg im Misburger Wald

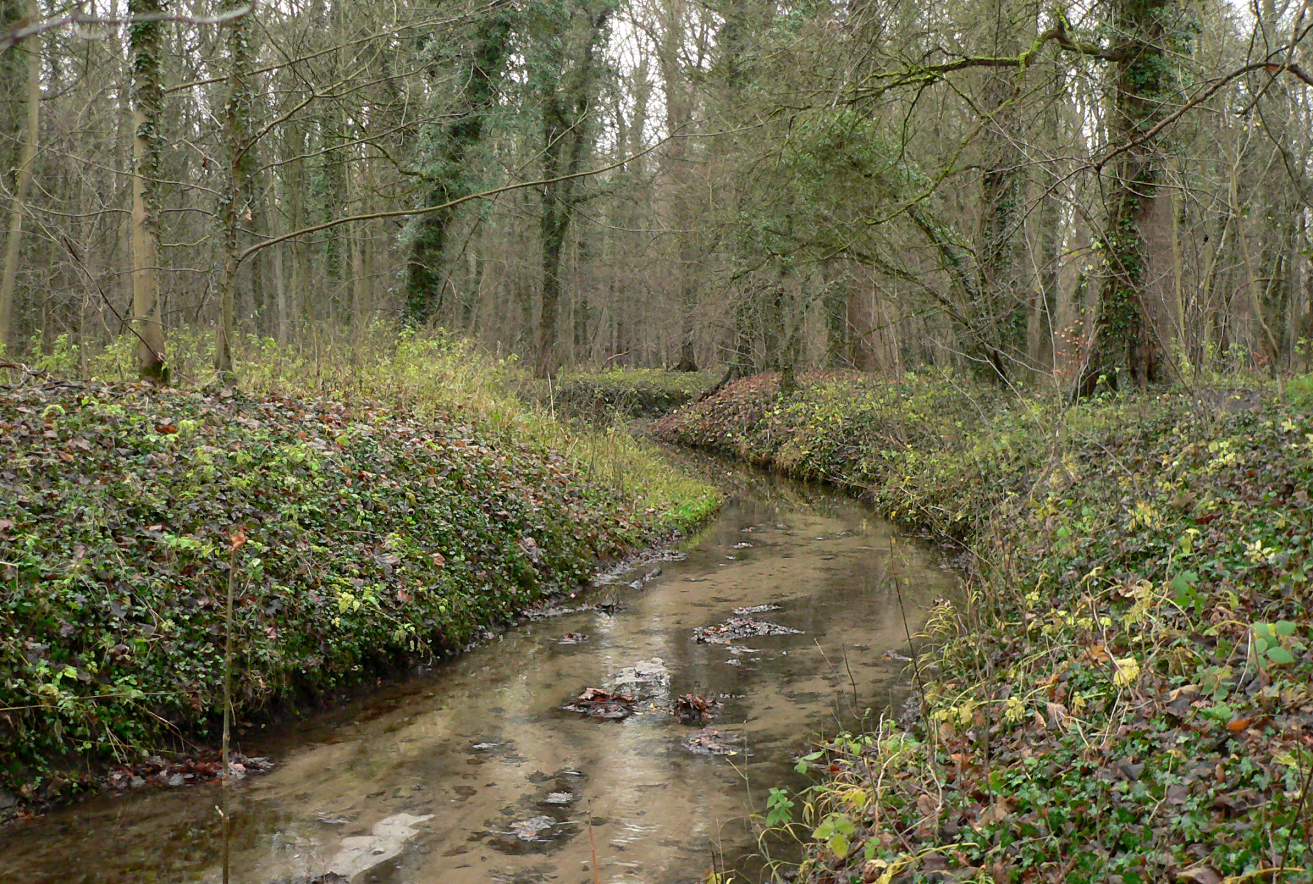
Wietzegraben im Wald

In dem früher auch Misburger Holz genannten Waldgebiet wurden mehrere, zum Teil tonnenschwere, aus der Eiszeit stammende Findlinge gefunden, darunter der Misburger Findling in Verlängerung der heutigen Straße Findlingsweg.
Erstmals erwähnt wurde der Misburger Wald in einer im Mittelalter ausgestellten Urkunde, in der den Bürgern der Stadt Hannover im Jahr 1365 das Torfstechen im Moor zwischen dem „Mudzborgher Holte“ und dem Dorf Warmbüchen erlaubt wurde. Raseneisenerz aus Vorkommen im Misburger Wald wurde vor der Industrialisierung in sogenannten Waldschmieden verarbeitet.
Am 1. Juni 1905 wurde im Misburger Wald eine Erholungsstätte für weibliche Tuberkulose-Kranke eröffnet.
Im nordwestlichen Teil des Misburger Waldes, der früher auch als Witzenholz bezeichnet wurde, sind zwei Überhälter seit 1937 und 1969 als Naturdenkmale geschützt. Sie stehen in der Nähe des Wietzegrabens, der große Teile des Waldes in nordwestlicher Richtung durchfließt. Beides sind nach ihrer Art Stieleichen (Quercus robur) mit den von der Region Hannover als Naturschutzbehörde vergebenen Bezeichnungen H 220 und H 222.
Das Militärreitinstitut Hannover umzäunte um 1900 ein Areal im Wald und legte darin ein Gehege für Wildschweine an, um dort Jagd zur Förderung des reiterlichen Vermögens durchzuführen. In dem Bereich erinnern heute drei Straßenzüge unter der Bezeichnung Am Alten Saupark an die Anlage.
Während des Ersten Weltkrieges wurden weite Teile der in und um den Misburger Wald gelegenen Flächen für den Bau des Mittellandkanals entwässert. Dadurch wurden die Feuchtgebiete des Waldes beeinträchtigt; nur noch kleinflächig blieben Erlen-Bruchwälder erhalten. Große Teile des Misburger Waldes wachsen jedoch auf basenreichen bzw. kalkbeeinflussten Standorten; daneben finden sich auch trocken gefallene Waldstandorte auf sauren Böden.
Im Dreieck zwischen Colshornweg, Buchholzer Straße und Straße Am Nordfeld am Rand des Waldes gründete Elfriede Colshorn im Jahr 1919 ein Müttererholungsheim. In einem Stadtplan für Hannover aus der Zeit um 2000 ist an dieser Stelle noch eingetragen „Elfr.-Colshorn-Hm.“ Inzwischen betreibt auf diesem Gelände der Landesverband Niedersachsen des Deutschen Roten Kreuzes unter der Bezeichnung „Fachdienstbereitschaft (FDB) Hannover-Misburg“und „Abteilung II – Nationale Hilfsgesellschaft“ mehrere Einrichtungen wie Simulations- und Trainingszentrum (SiTZ) sowie Tagungszentrum und Rettungsschule. Zugänge und Zufahrten für LKW und PKW gibt es über den Colshornweg und die Straße Am Nordfeld.
1935 wurde im Bereich des Alten Sauparks eine Waldfläche von 12 Hektar der Reichsforstverwaltung unterstellt. Danach entstand auf dem Gelände ein Munitionsdepot mit 10 Lagergebäuden, einem Verwaltungsgebäude und einem Wohnhaus. In das Depot lagerte das Heereszeugamt Hannover ab 1938 Munition ein. Nach Beginn des Zweiten Weltkriegs kamen zwei Holzbaracken dazu, in denen Munition für die Luftwaffe lagerte. Nach dem Krieg dienten die Bauten Wohnzwecken und ein Lagerhaus wurde zum Schulgebäude.

Früheres Munitionsdepot
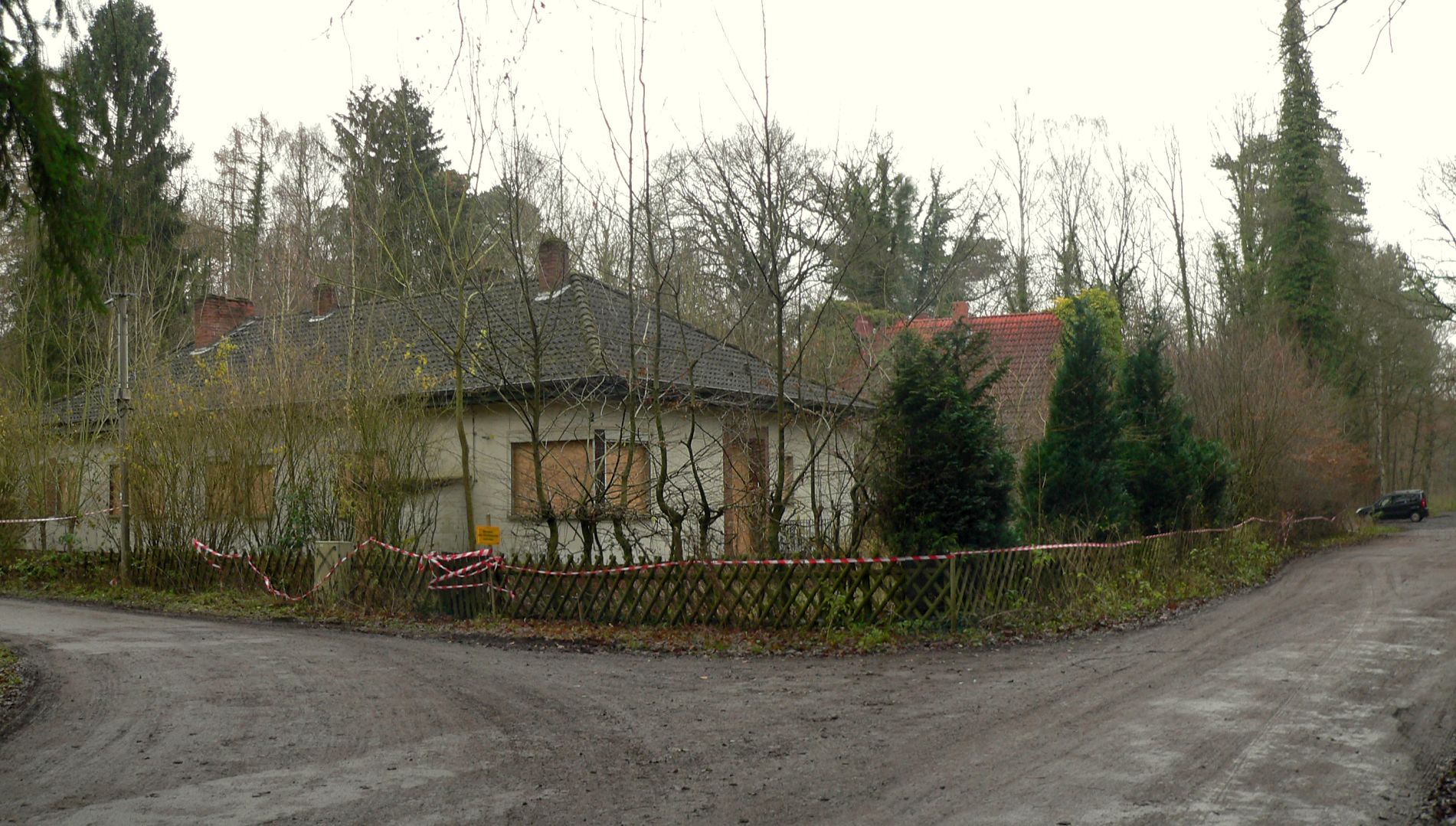
Verlassene Gebäude im Zugangsbereich
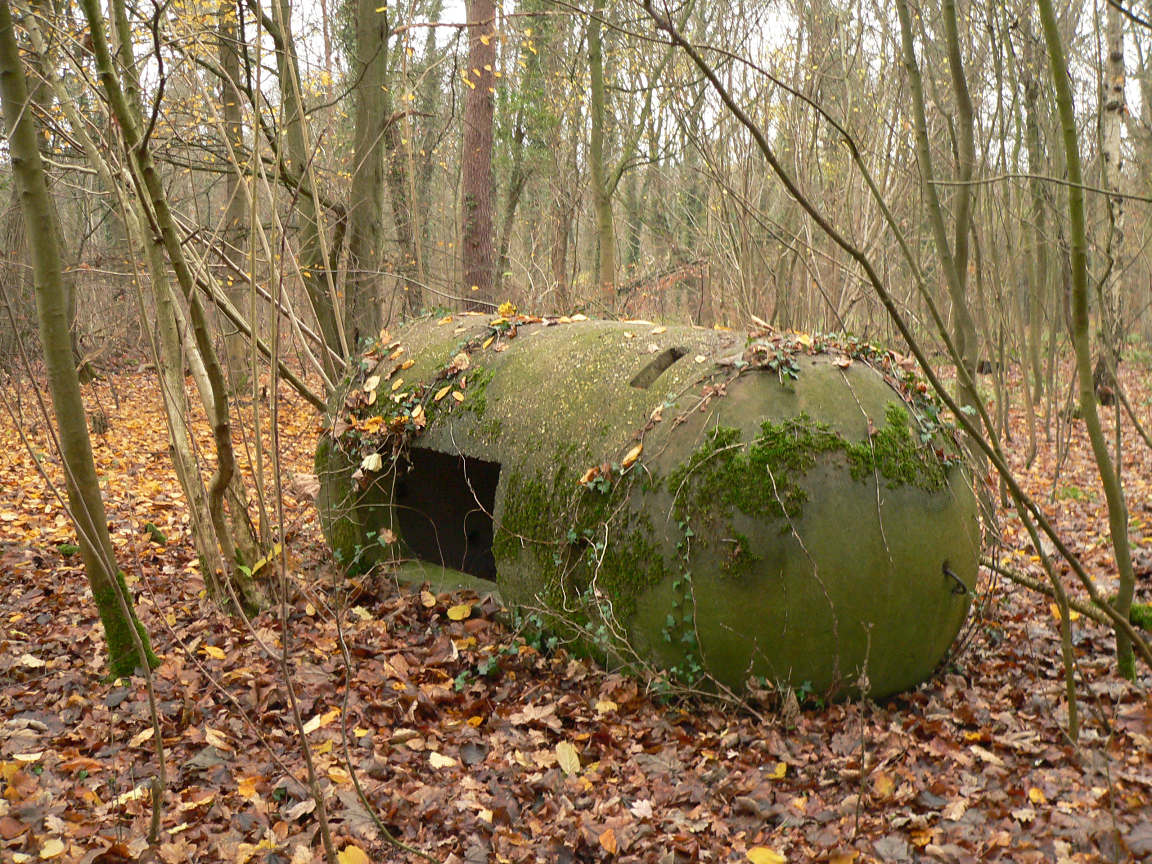
Umgestürzte Splitterschutzzelle beim früheren Zugang (52° 24′ 15,9″ N, 9° 50′ 36,9″ O)
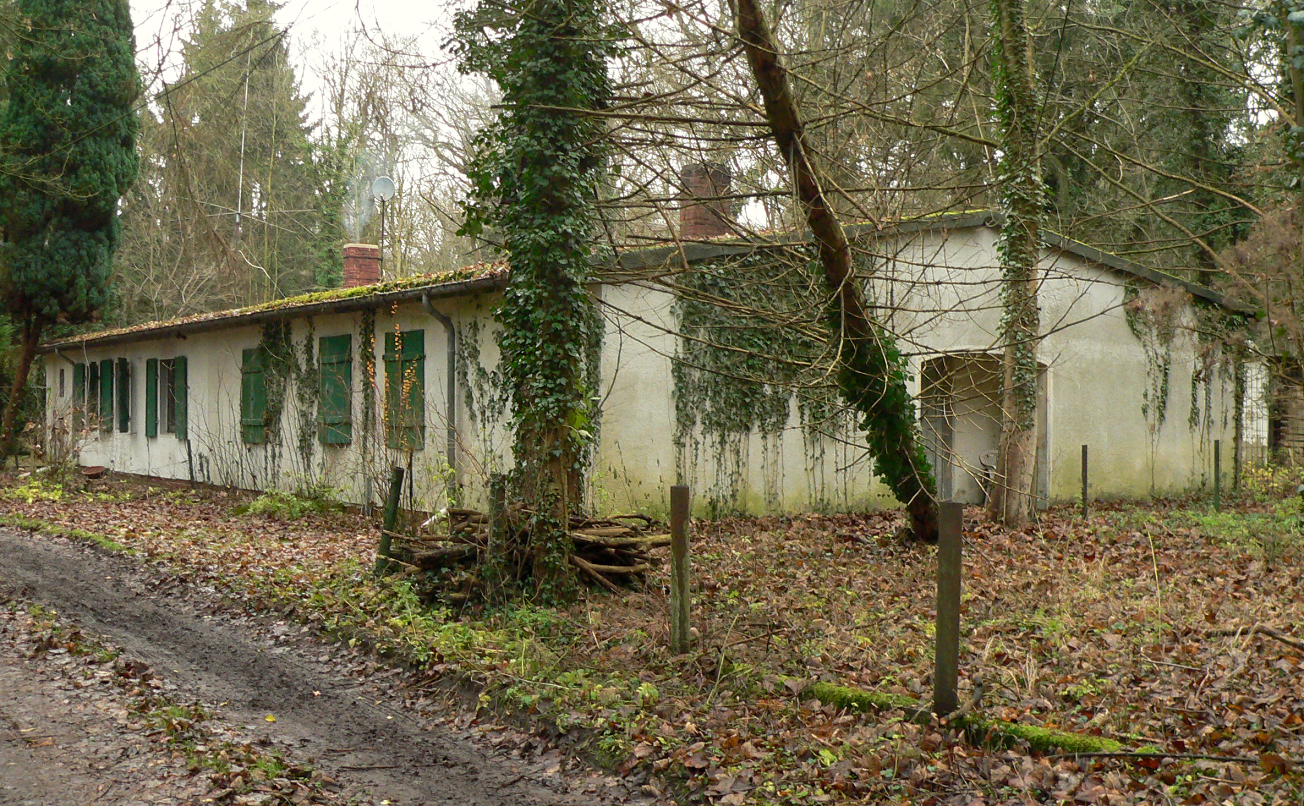
Eines der früheren Lagergebäude für Munition
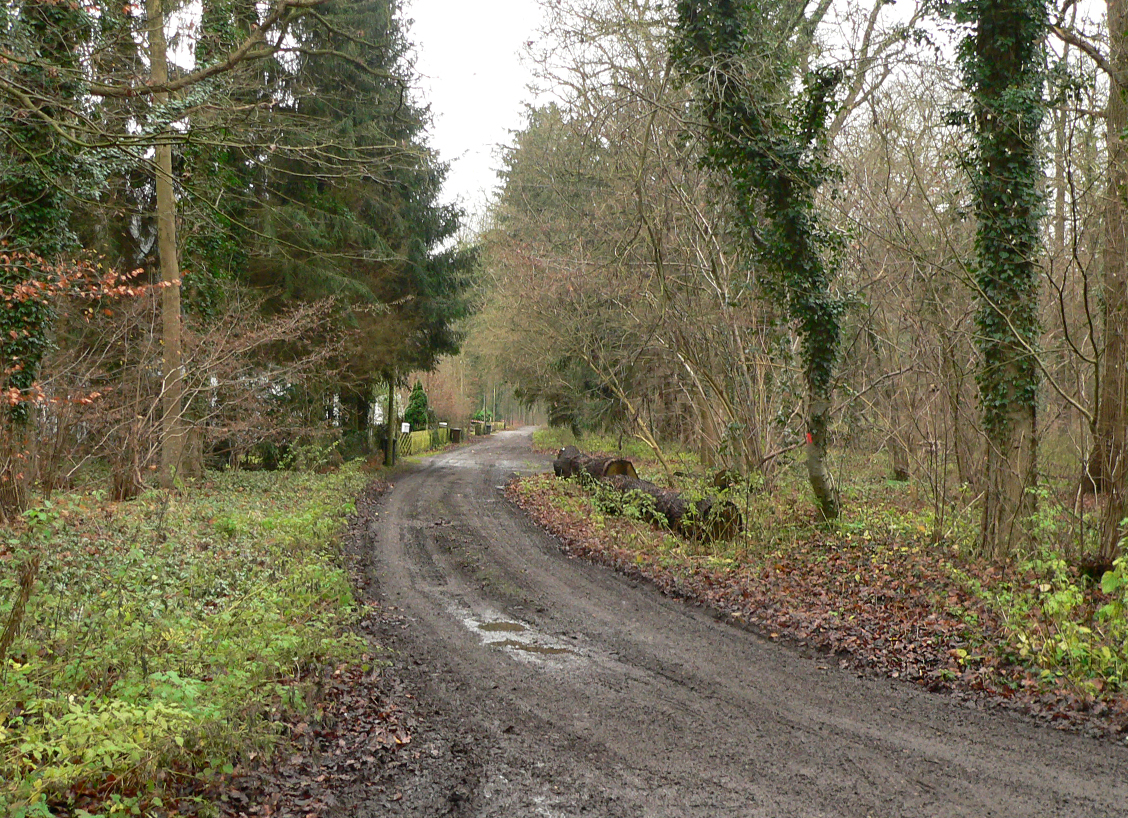
Weg durch das Geländes des einstigen Munitionsdepots

Während der Luftangriffe auf Hannover im Zweiten Weltkrieg fielen zahlreiche Fliegerbomben in den Misburger Wald. Es sollen über 500 Bomben und 16 Luftminen eingeschlagen sein, die Bombentrichter mit einem Durchmesser von bis zu 10 Meter hinterließen und den Baumbestand schädigten. Die Luftangriffe im Bereich von Misburg galten vor allem kriegswichtigen Industrieunternehmen, wie der Deurag-Nerag.
In der Nachkriegszeit leitete der Förster Hans-Werner Lampe ab 1948 für rund drei Jahrzehnte die kriegsbedingt „recht zerstörten“ Flächen der Revierförsterei Misburg des Staatlichen Forstamtes Hannover. In Lampes Zeit wurde der im Krieg angefallene Trümmerschutt teilweise zum Auffüllen der Waldwege genutzt, wodurch die Wege im Misburger Wald „eine leichte Dammlage erhielten“.
Die Autobahn A 2 und die Autobahn A 7 verlaufen durch den Misburger Wald. Für ihren Bau wurden große Flächen des Waldes in Anspruch genommen. Die A 2 wurde in diesem Bereich 1936 und die A 7 im Jahr 1962 fertiggestellt. Ihr Kreuz, das Kreuz Hannover-Ost, liegt auch auf dem Gebiet des Misburger Waldes. Parallel zur A 7 verläuft eine Hochspannungsleitung. Die Geräuschemissionen der beiden Autobahnen und der der nördlich des Waldes liegenden Moorautobahn beeinflussen die Erholungsqualität des Waldes.

## Nutzung
Neben der üblichen Forstwirtschaft werden in zwei Schneisen, in denen Hochspannungsleitungen den Wald durchqueren, Weihnachtsbäume angepflanzt. Sie können von Interessierten selbst geschlagen werden. Da die Bäume nach wenigen Jahren geerntet werden, stellen sie für die Leitungen kein Risiko dar.
Am Rande des Waldgebietes liegt der BlauerSee, der ein zum Naherholungsgebiet umfunktionierter ehemaliger Baggersee ist.

## Schutz
Der größte Teil des Misburger Waldes gehört zu dem seit 1969 bestehenden Landschaftsschutzgebiet „Altwarmbüchener Moor - Ahltener Wald“ im Umfang von 3.357,7 Hektar (LSG H 19 und LSG H-S 00002).

## Verkehr
Der Misburger Wald wird neben den üblichen zur forstlichen Bewirtschaftung erforderlichen Waldwegen erschlossen und durchquert von dem Colshornweg, der Alten Peiner Landstraße und der Waldstraße.

## Misburger Wald-Forum

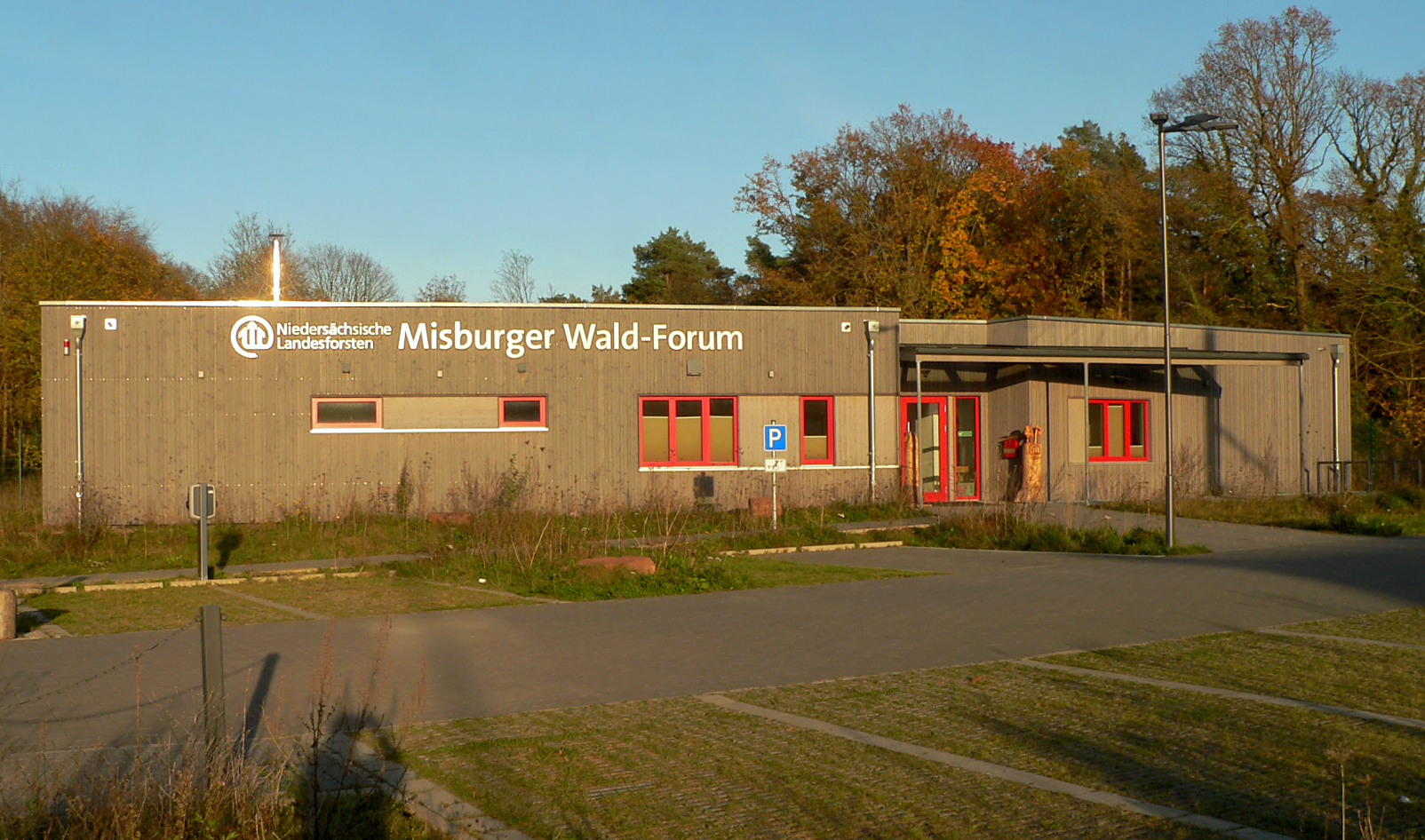
Misburger Wald-Forum

Die Niedersächsischen Landesforsten erstellten am Rand des Misburger Waldes auf einem 7500 m² großen Gelände das „Misburger Wald-Forum“ als außerschulischen Lernort und „Treffpunkt für die Waldpädagogik“. Der Grundstein für das Gebäude aus Holz wurde 2021 gelegt. Die Einrichtung beinhaltet Seminarräume, Werkstatt und Labor. Das Gelände für den Bau des Wald-Forums wurde frei, weil der Forstbetriebshof mit dem Verwaltungsgebäude von 1950 und der Maschinenhalle von 1975 im Zuge von Umstrukturierungen abgerissen wurde. Es bestehen zahlreiche Kooperationen mit Schulen in der Umgebung. Zwei Jahre lang werden Schulklassen begleitet und ihnen wird „Wald und Natur mit allen ihren Seiten“ nähergebracht, auch mittels Ausflügen. Zusätzlich bieten die Landesforsten auch regelmäßig Freizeitangebote an.

## Legende

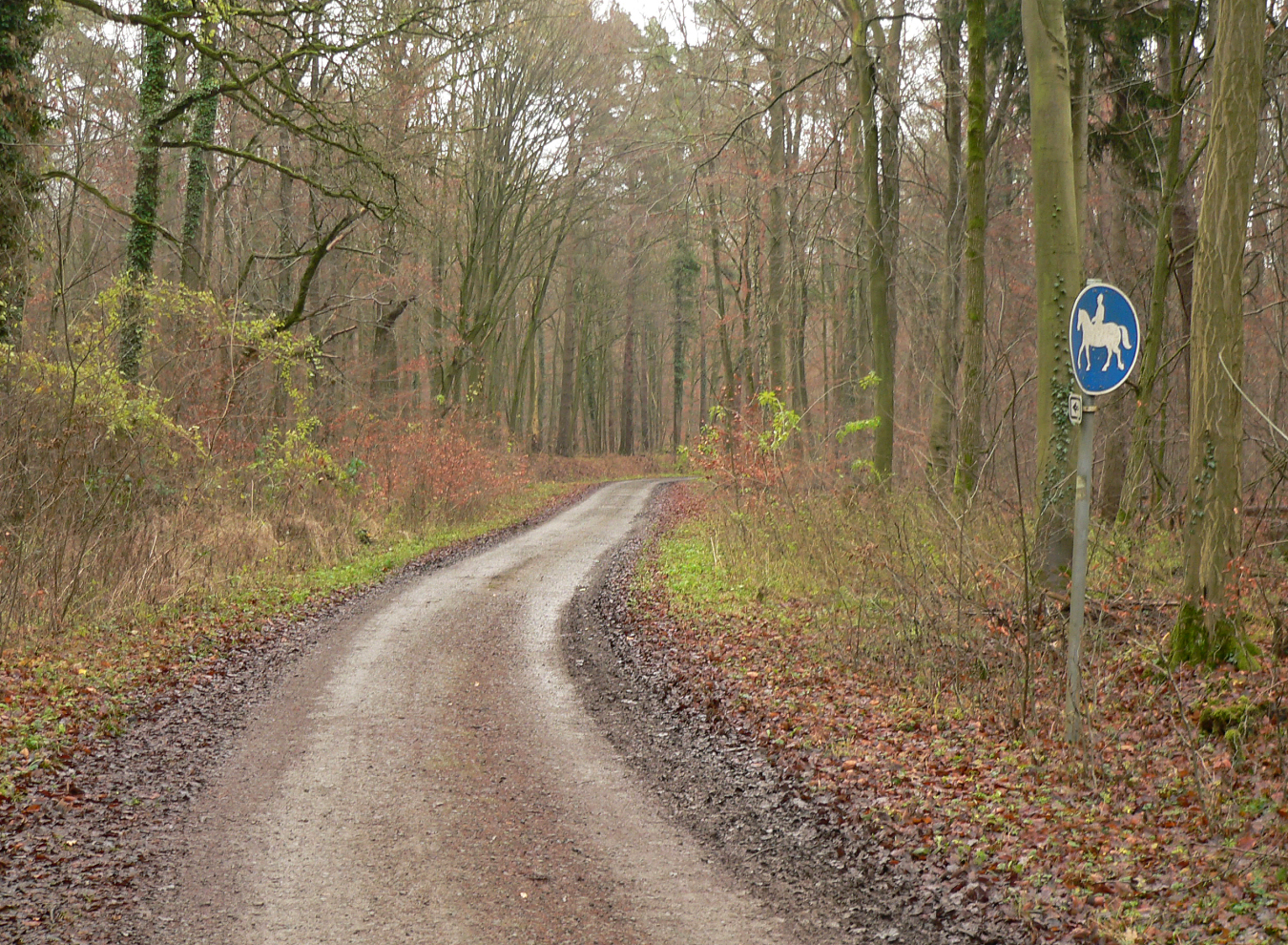
Die flache Erhebung des Grauberges

Im Osten des Misburger Waldes liegt der Hügel Grauberg mit 68 m ü. NHN, der sich gegenüber dem Umland um etwa 8 Meter erhebt. Über die im Wald gelegenen Anhöhe führte in früheren Jahrhunderten ein Handelsweg nach Peine. Den Namen erhielt die Erhebung einer Legende nach. Der Grauberg sei bei Fuhr- und Kaufleuten gefürchtet gewesen, da sie ihren Wagen durch den Sand auf die Anhöhe schieben mussten. Dies sei eine günstige Gelegenheit für Überfälle durch Räuber gewesen. Da die Händler beim Passieren der Stelle stets Angst und Grauen gehabt hätten, kam es zum Namen Grauberg.